# Feberbusk
Feberbusk (Lindera benzoin) er en busk eller et lille træ med gule blomster og duftende løv. Bladene har været brugt som te eller i naturmedicin. Bladene dufter appelsinagtigt, når man knuser dem. Planten findes kun sjældent dyrket i Danmark.

## Beskrivelse
Feberbusk er en løvfældende busk eller et lille træ med en rund, åben krone. Barken er først lysegrøn og glat eller svagt behåret. Senere bliver den gråbrun med tydelige korkporer. Gamle grene og stammer får efterhånden en gråbrun bark med fremspringende, vorteagtige korkporer. Bladknopperne er spredt stillede, brune og små. Blomsterknopperne er stilkede, men endeknoppen mangler. 
Bladene er kortstilkede, omvendt ægformede til elliptiske med afrundet spids. Bladranden er hel og håret. Oversiden er glat og græsgrøn, mens undersiden er lysegrøn og mere eller mindre hårklædt. Høstfarven er gul til guldgul. Blomstringen foregår i marts-april, dvs. før løvspring. Blomsterne sidder i små stande fra bladhjørnerne, og de enkelte blomster er forholdsvis store og regelmæssige med gule kronblade. Frugterne er røde, blanke stenfrugter.
Rodsystemet består af mange, grove, dybtgående rødder. 
Højde x bredde og årlig tilvækst: 5 x 5 m (25 x 25 cm/år).

## Hjemsted
Feberbusk hører hjemme i det meste af USA (med undtagelse af de vestlige stater) og i Ontario, Canada. Den er knyttet til lyse løvskove på fugtig bund, og den indgår i underskov og bryn i de blandede skove. 
I vådområderne omkring byen Plainfield, New Hampshire, USA, vokser arten sammen med bl.a. rosmarinlyng, tranebær, amerikansk knapbusk, brunfrugtet surbær, canadisk hyld, Cornus amomum (en art af kornel), fernisgiftsumak, filtet spiræa, grønlandsk post, gråel, læderløv, mosepors, pilekornel, pillelyonia, Rhododendron canadense (en art af rododendron), storfrugtet blåbær, Viburnum cassinoides, Viburnum recognitum (to arter af kvalkved), storfrugtet tranebær, sumpazalea, sumprose og virginsk vinterbær
| Portal | Portal:Botanik |